# Gran Paradiso (Film)
Gran Paradiso ist ein deutsches Melodram über eine ungewöhnliche Herausforderung.

## Handlung
Der dreiundzwanzigjährige Mark, verkörpert von Ken Duken, hat schon in seiner Kindheit seine Mutter verloren. Sein Vater kam bei einem Motorradunfall, als er mit dem Sohn auf dem Weg in die Alpen war, um den Gran Paradiso zu besteigen, ums Leben. Mark sitzt seit diesem Unfall querschnittgelähmt im Rollstuhl und kann sich mit seiner Situation nicht abfinden. Da er schon gegen einen Arzt tätlich geworden ist, wird er nun in einem Heim für geistig Behinderte betreut.
Als die Therapeutin Lisa (Regula Grauwiller) ihre neue Stelle in der Institution antritt, versucht sie Mark aus seiner Isolation zu reißen, doch erst, nachdem sie ihm in einer dramatischen Situation – Mark ist nahe daran, Selbstmord zu begehen, indem er sich vom Dach eines Anstaltsgebäudes stürzt – versprochen hat, ihn auf den Gran Paradiso zu bringen, lässt dieser mit sich reden. Sie wendet sich an ihren alten Bekannten Martin (Max Herbrechter), der beruflich mit der Rehabilitation Straffälliger zu tun hat, und überredet ihn, sich an der Aktion zu beteiligen. Schließlich startet ein gemischtes Team aus Strafgefangenen und geistig Behinderten, um unter der Leitung Lisas und Martins mit Mark den Berg zu bezwingen. Sämtliche Widrigkeiten, inklusive zweier demonstrativ bösartig gezeichneter Gegenspieler und eines behindertenfeindlichen Hüttenwirts, werden bezwungen, und der Film endet mit einer Szene, in der Mark den Höhenmesser seines toten Vaters auf dem Gipfel des Berges deponiert.

## Kritik
Der Film wurde von verschiedenen Kritikern gut aufgenommen:

„Ein spannender, anrührender, intelligenter Kino-Kraftakt mit toller Besetzung, aufregenden Bildern und nach einem extrem sorgfältigen Drehbuch!“

„Gran Paradiso hat Mut zum Melodram, Gespür für Action und ist gelungenes Unterhaltungskino.“

„Ein Bergdrama, das den Konflikt unterschiedlicher Interessen und die Lösung der Probleme in überzeugender Dramatik darstellt. Hervorragende schauspielerische Leistungen und eindrucksvolle Landschaftsaufnahmen aus den Alpen machen den Film zu einem Kinoerlebnis.“

## Sonstiges
In der Selbstmordszene ist die Konstruktion, mit der Ken Duken auf dem Dach gesichert wurde, deutlich zu sehen.

## Auszeichnungen
- 2001 erhielt Antje Westermann den Deutschen Filmpreis als beste Nebendarstellerin. Frank Giering („Beste darstellerische Leistung – Männliche Nebenrolle“) und der Film selbst („Bester Spielfilm“) erhielten ebenfalls Nominierungen für den Deutschen Filmpreis.[1]
- 2001 wurde Gran Paradiso mit dem Gilde-Filmpreis in Silber ausgezeichnet.[2]